# 小行星1846
小行星1846（1846 Bengt）是一颗绕太阳运转的小行星，为主小行星带小行星。该小行星于1960年9月24日发现。
該小行星以丹麥天文學家本特·斯特龍根命名。

## 轨道参数
小行星1846的轨道半长轴为2.3380297 UA，离心率为0.143。